# Акантит
Аканти́т (от др.-греч. ἄκανθα — шип, стрела) — минерал серебра с химической формулой Ag2S. Кристаллы моноклинной сингонии (α-Ag2S), серо-чёрные с металлическим блеском. Стабильная форма сульфида серебра(I) при температуре ниже 176,3 °C. Выше этой температуры стабильной формой является аргентит, кубическая модификация сульфида серебра (β-Ag2S).

## Свойства
Плотность 7,2—7,4 г/см3 (идеальный кристалл α-Ag2S имеет плотность 7,317 г/см3).
Твёрдость по Моосу 2—2,5.
Минерал впервые описан в Яхимове (Иоахимсталь), Чехия, в 1855 году. Является одним из типичных минералов серебра в низкотемпературных гидротермальных жилах.
Растворяется в азотной кислоте с выделением серы. В соляной кислоте образует белый творожистый осадок хлорида серебра, растворимый в нашатырном спирте.
При высоких температурах минерал становится электропроводным.

## Генезис и месторождения
В месторождениях акантиту сопутствуют самородное серебро, прустит, пираргирит и другие серебряные сульфосоли, церуссит, хлораргирит.
- Акантит из шахты Чиспас, Ариспе, штат Сонора, Мексика. Шкала 1 дюйм, чертой отмечен 1 см
- Образец акантита из шахты Райас, штат Гуанахуато, Мексика. Размеры: 2,4×1,1×1,1 см.